# Diastopora ridleyi
Diastopora ridleyi är en mossdjursart som beskrevs av John Borg 1944. Diastopora ridleyi ingår i släktet Diastopora och familjen Diastoporidae. Inga underarter finns listade i Catalogue of Life.